# Færøsk kirkehistorie
Færøsk kirkehistorie begynder omkring 625, da munke fra Irland flyttede til øerne, hvor de levede et eremitliv og brugte tid på fåreavl og plantedyrkning, blandt andet havre. Sandsynligvis flyttede munkene videre til Island omkring 800, omkring vikingernes ankomst.
Den norske konge Olav Tryggvason sendte 999 Sigmundur Brestisson til Færøerne for at missionere sammen med en gruppe præster. Øerne blev 1111 et selvstændigt katolsk bispedømme, Kirkjubøur bispedømme, som blev nedlagt efter reformationen omkring 1537. Da den sidste katolske biskop døde 1538, gik der flere hundrede år, før den katolske kirke 1931 blev genoplivet som del af Københavns katolske bispedømme.
Ved reformationen blev kirkesproget ændret fra latin til dansk og blev ikke ændret til færøsk før 1939. Kirken på Færøerne blev del af den lutherske dansk-norske statskirke; først som eget bispedømme og siden som provsti underlagt forskellige bispedømmer. I 1990 blev Færøerne selvstændigt bispedømme igen, og 2007 blev den lutherske stats- eller folkekirke en selvstændig kirke under navnet Fólkakirkjan. Den dag i dag spiller kristendommen en stor rolle i færøsk kultur og folkeliv, og øerne betragtes som et af de mest religiøse samfund i Europa.
Fólkakirkjan er det største trossamfund med omkring 83 procent af den færøske befolkning som medlemmer. Omtrent 10 procent tilhører Brøðrasamkoman (Plymouthbrødrene), og 5 procent tilhører andre kirkelige retninger som Pinsemenigheden og Syvende dags adventisterne. Den katolske kirke har omkring 130 medlemmer, hvoraf ca. 70 bor i Tórshavn.

## Tidlig historie

### Tidlig magtkamp
Sigmundur Brestisson, som har fået æren af at have kristnet Færøerne, var formet af dramatiske hændelser. Han var søn af Brestir Sigmundsson, som sammen med broderen Beinir Sigmundsson var blevet dræbt af den rivaliserende vikinghøvding Tróndur í Gøtu på Stóra Dímun 970. Sigmundur og fætteren Tóri blev opfostret hos Tróndur, som sendte dem til Norge i det håb, at de ikke skulle vende tilbage.
I Norge lærte de to fætre kristendommen at kende og blev hirdmænd hos Håkon Jarl. 988 vendte de tilbage til Færøerne med to skibe og 120 mand for at hævne drabet på deres fædre. Øssur Havgrímsson blev dræbt, og de sluttede fred med de andre i striden. De blev enige om at Håkon Jarl skulle dømme i den gamle familiekonflikt. På Lagtinget på Tinganes blev Tróndur í Gøtu dømt til at acceptere Sigmundurs og Håkons Jarls nyordning. Sigmundur og Tóri vendte tilbage til Norge.

### Genkristningen
999 blev Sigmundur atter sendt til Færøerne. Denne gang af Olav Tryggvason, som gav Sigmundur og nogle præster i opdrag at omvende færingerne. De skulle døbes og oplæres til at blive gode kristne. Sigmundur og tredive mand angreb Tróndur og tvang ham med våbenmagt til at gå over til kristendommen. For at gennemføre en kollektiv omvendelse mødtes Tróndur og de øvrige færinger på Lagtinget, hvor de imidlertid afviste den nye lære om Hvíta Krist, eftersom de så kristendommen som Sigmundurs undskyldning for at tage magten over øerne, og Sigmundur blev næsten dræbt af den rasende forsamling.
Sigmundur valgte da en anden metode i sit missionsarbejde. I nattens mulm og mørke sejlede han med sit mandskab til Gøta og ind på Tróndurs gård, hvor han hev Tróndur ud af sengen og gav ham valget mellem at bekende sig til den kristne tro eller at blive halshugget. Han var pragmatisk og valgte det første. Sigmundur omvendte færingerne, mere eller mindre én efter én.
Nyere arkæologisk forskning indikerer, at Færøerne allerede var kristnet ved Sigmundurs genkristning. Fund af bl.a. keltiske gravstene tyder på, at Sigmundurs genkristning bestod i, at Færøernes beboere blev påtvunget en overgang fra keltisk til katolsk kristendom.

### Sigmundurs død
Ifølge Færingesaga, som er hovedkilden til Sigmundurs kristning, sværgede Tróndur hævn 1005. Han samlede sine mænd til en natlig aktion, som gik ud på at angribe Sigmundur på Skúvoy, hvor han overnattede i en halvfærdig kirke. Sigmundur var uforberedt, og han sprang i havet sammen med Tóri Beinirsson og drengen Einar fra Suðuroy. Denne svømmetur er siden blevet gengivet i kvadet Sigmundarkvæði yngra. Tóri og Einar druknede undervejs, mens det lykkedes for Sigmundur at nå Sandvík på Suðuroy. Da han kom i land blev han dræbt af bonden Torgrímur Illi på grund af sine værdifulde smykker. Torgrímur var for øvrigt en af Tróndurs mænd. Sigmundur Brestissons gravsten, Sigmundarstenur, kan ses på kirkegården i Skúvoy. Stenen har et indhugget kors, men ingen runer.

## Eget bispedømme
Der hersker nogen forvirring om, hvem der var den første biskop for øerne, eftersom Adam af Bremen skrev på latin at den selverklærede biskop af Helgoland blev omtalt som biskoppen af "Farria"; Færøerne hedder "Insulae Faeroae" på latin. Det er slået fast, at Bernhard Sakseren var missionerende biskop fra 1047 til 1067. Det var Ryngerus også i slutningen af 11. århundrede. Senere skal Gudmund have været biskop fra omkring 1100 til 1137.
Biskopperne over Færøerne blev sædvanligvis valgt af bispesædet i Bergen og var oprindelig underlagt Hamburg-Bremen ærkebispedømme. Færøerne blev underlagt Lund ærkebispedømme 1104, og senere Nidaros ærkebispedømme 1152. Færøernes biskop havde sæde i Kirkjubøur på Streymoys vestkyst, centralt i øriget, fra 1111. Det siges at biskop Orm, som efterfulgte Gudmund og var den første med sæde i Kirkjubøur, blev givet stedet af en af tidens mægtigste kvinder, Gæsa Sigursdottir, som straf for, at hun havde spist kød under fasten. Hun skal derefter være flyttet til Vágar og have grundlagt Gásadalur.
Det er hævdet, at enkelte fra det færøske præsteskab af og til krævede jus primae noctis, altså en landejers ret til den første nat med en af sine nygifte undersåtters brud.
Bispesædets kirke (domkirke) blev stenkirken Ólavskirkjan opkaldt efter Olav den hellige fra 1200-tallet. Sammen med bispesædet etablerede man efterhånden også en præsteskole, som frem til reformationen var Færøernes eneste skole. Blandt kendte elever er den senere norske konge Sverre Sigurdsson, som blev født i Kirkjubøur. Fra 1184 blev han undervist ved præsteskolen af biskop Roe. Sverre gjorde senere krav på den norske trone, men mødte modstand fra kirken (også den færøske som han havde baggrund i) da kirken var imod krav på tronen fra monarkens uægte børn.

### Biskop Erlendur
Den norskfødte Erlend fra Bergen (af færinger kaldt Biskopur Erlendur og senere kendt som Erlendur af Færøerne) var biskop fra 1269 til sin død 1308. Han igangsatte opførelsen af Magnuskatedralen i Kirkjubøur og var sandsynligvis den, som skrev Færøernes ældste bevarede dokument, Fårebrevet (Seyðabrævið) 1298. Magnuskatedralen er fortsat det vigtigste symbol på katolicismens tid på Færøerne, selv om den aldrig blev færdig. Den var tænkt i gotisk stil.
Under Erlendurs tid som biskop blev kirkens ejendomme betragtelig udvidet og skatterne forøget, hvilket skabte misfornøjelse blandt færingerne. Skatteforøgelsen skyldtes sandsynligvis behovet for at finansiere opførelsen af Magnuskatedralen. Det siges at en gruppe rasende færinger tog livet af Erlendur uden for Ólavskirkjan. Et brev sendt til hans kolleger i Bergen, Skálholt på SydIsland og Garðar på Grønland tyder på, at han var i live 22. juni, og han døde sandsynligvis i fjeldene i nærheden af Kirkjubøur samme år. Hans Jacob Debes hævdede at Erlendur drog tilbage til Norge og døde i Bergen den 13. juni. Under alle omstændigheder er Erlendur gravlagt i Kirkjubøur. Liget blev undersøgt af biskop Jon I den tyske 1420 med den konklusion, at han var at regne som helgen. Erlendur er til trods for sin baggrund sjældent regnet som en af de norske helgener, hvis han i det hele taget er regnet med. Men snarere som den eneste færøske.

## Reformationen
Den sidste katolske biskop på Færøerne blev Ámundur Ólavsson, som først blev godkendt af paven og derefter af Frederik I af Danmark og Norge 1532. Det, at kongen blev sat som sidste instans i en sådan udnævnelse, viser at pavens indflydelse var betydelig svækket på denne tid i Nordeuropa. 1. januar 1533 blev Ámundur valgt til biskop på livstid efter et opråb blandt færingerne. I løbet af sin tid som biskop klagede han til Eske Bille over fremfærden hos købmænd fra Hamburg; tre breve er bevaret i Danmarks nationalarkiv i København. Også i Ólavssons tid som biskop videreførte man ordningen med den særskilte kirkeskat, på færøsk kaldt "pæturspeningur" ("peterspenge"), som gik til opførelsen af Peterskirken i Rom, dette i tillæg til den ordinære tiendeskat, som fra gammel tid var firdelt, således at en fjerdedel gik til henholdsvis kirken, biskoppen, præsten og de fattige. Tiende blev på Færøerne trukket af fisk, korn, smør, hval, sæl, søfugle og uld.
Der er ikke helt klart hvornår reformationen faktisk kom til Færøerne; Louis Zachariasen anslog året 1535, mens Jakob Jakobsen satte året til 1540, da den også nåede øen Man., Zachariasens forslag ser ud til at være forkert, idet biskoppen sad i embedet sommeren 1536, da en af hans medhjælpere drog til Olav Engelbrektsson; det anses som kun lidt sandsynligt, at reformationen kom hurtigere til Færøerne end til Danmark og Norge, eller at biskoppen sad så længe som til 1540 efter Engelbrektssons rømning 1537. C.V.C. Young estimerede ud fra denne information at reformationen kom til Færøerne 1538. Da reformationen var gennemført, blev alle kirkens landejendomme, som omfattede omkring det halve ørige, konfiskeret. To tredjedele af dem tilfaldt kong Christian III.,

## Den lutherske kirke
Efter reformationen blev kirken på Færøerne del af den lutherske dansk-norske statskirke, med kongen i København som overhoved. Fra 1539 til 1557 var der et evangelisk-luthersk bispedømme på Færøerne, men efter 1557 var den lutherske kirke på Færøerne organiseret som et provsti under forskellige bispedømmer. Det var underlagt biskoppen i Bergen fra 1557 til 1709, så Sjællands Stift frem til 1720, Islands Stift fra 1720 til 1775 og så Sjællands Stift igen (efter 1922 videreført som Københavns Stift) til Færøerne igen blev eget bispedømme 1990. Før havde provsten i Torshavn 1963 fået status som stedfortrædende biskop. 29. juli 2007 blev den lutherske kirke på Færøerne en selvstændig kirke uafhængig af den danske kirke under navnet Fólkakirkjan, men er fortsat en statskirke, nu underlagt Færøernes Landsstyre.
Den lutherske ortodoksi særlig præget af Jesper Rasmussen Brochmand fik godt fæste på Færøerne og forblev den dominerende retning længere dér end i Danmark-Norge. Brochmanns andagtsbog fra omkring 1650 og vigtig for åndslivet på Færøerne, ligeså Kingos salmer fra 1699. Kingos betydning ses blandt andet ved, at den særegne færøske musiktradition kendt som "Kingosang" har holdt sig levende helt til vor tid.
Med dansk som kirkesprog og præster uddannet i Danmark blev kirken en konservativ stemme i debatten om færøsk over for dansk sprog, som voksede frem i 1800-tallet (se nedenfor "Bibeloversættelser"). Færøsk blev alligevel ligestillet med dansk som salme- og prædikensprog 1924–1925, og 1930 fik kirkelige ritualer som dåb, bryllup og begravelser også færøsk ordlyd.
Den første kvinde blev ordineret til præstetjeneste på Færøerne 1977.

## Katolicismen tilbage
Efter at religionsfrihed blev indført med den danske grundlov af 1849, blev der gjort et forsøg på at genindføre katolicismen på Færøerne. 1857 drog den bayerske præst Georg Bauer til øerne. Han byggede en kirke på Rættará i Tórshavn, men fik kun lidt tilslutning. Da han forlod øerne 1880 havde han ingen efterfølger, og kirken forfaldt. 1900 var der kun én eneste katolik på Færøerne, en kvinde som boede på Hvítanes. Hun havde et privat kapel, hvor en præst fra København kom og holdt messe for hende én gang om året.

### Franciskanerne
1931 tog to unge præster, E.G. Boekenogen og Thomas King, den opgave på sig at genrejse den katolske kirke på Færøerne. I et hus udlejet til franciskanersøstrene i Tórshavn, som også kom til øerne 1931, indviede man en kirke 23. maj samme år. Blandt de første til at besøge denne kirke var nogle gamle, som havde besøgt Georg Bauers kirke i deres ungdom. Menigheden blev snart for stor for den lille kirke i Bringsnagøta, og sammen med den nye Sankt Frans-skole, som søstrene havde bygget, blev en ny Mariakirke indviet 1. juni 1933.
Franciskanersøstrene på Færøerne blev kendt for deres gode arbejde og tolerance. De solgte håndarbejder og samlede flasker og brugte indtægten på at drive Sankt Frans-skolen. Den røde skolebygning fra 1934 var tegnet af den lokale arkitekt H.C.W. Tórgarð. Søstrene donerede også en andel til verdens fattige. Nogle elever ved skolen blev taget ind som fosterbørn. Færøske lærere underviste i færøsk, da søstrene var udlændinge fra forskellige steder i Europa. De lærte sig færøsk og talte det med en accent som blev kaldt "nonneaccent"; den forsvandt aldrig. De underviste også eleverne i den lutherske lære, selv om de var katolikker. Deres tolerance over for andre gjorde dem efterhånden til forbilleder for mange indfødte. Sankt Frans-skolen opnåede gode resultater, og elever herfra lå højt ved prøver.
1985 blev ansvaret for skolen overladt til Tórshavnar kommuna, fordi franciskanersøstrene var blevet for gamle til at drive den. I dag har skolen 30 lærere og 350 elever. 1987 blev en ny skolebygning indviet.
Søstrene var aktive på Færøerne fra 1931 til 2024.

### Den katolske kirke i Tórshavn
Den nuværende kirke,  Mariukirkjan, blev indviet den 30. august 1987. Som øernes eneste katolske kirke er Mariukirkjan centrum for den lille katolske menighed på Færøerne, der i 2024 udgjorde omkring 300 fastboende katolikker fra 20 forskellige lande.   Fra 1987 til 2024 fungerede den også som klosterkirke for franciskanersøstrene.

## Vækkelseskristendom og lægmandsbevægelse
I lighed med de øvrige nordiske lande oplevede Færøerne en fremvækst af vækkelseskristendom og kristne lægmandsbevægelser fra anden halvdel af 1800-tallet. Den første store vækkelse kom med de såkaldte Plymouth Brethren med William Gibson Sloan, en vækkelsesbevægelse med udspring på De britiske øer. Det førte til dannelsen af Brøðrasamkoman 1880, en lavkirkelig lægmandsbevægelse med et baptistisk dåbssyn, som hurtigt bredte sig over hele øgruppen og siden har været det største trossamfund på Færøerne efter Fólkakirkjan.
Gennem udsendinge fra det danske Indre Mission kom indremissionsbevægelsen til Færøerne i begyndelsen af 1900-tallet; det første forsamlingshus blev rejst 1916, og 1921 blev den formelt optaget som selvstændig afdeling af det danske indremissionsselskab. 1990 blev bevægelsen uafhængig af den danske moderorganisation og har i dag navnet Kirkjuliga Heimamissiónin í Føroyum ("Kirkelige hjemmemission på Færøerne"). Det er ikke et selvstændigt trossamfund, men opererer inden for og i samarbejde med Fólkakirkjan.
Frelsens Hær blev etableret på Færøerne 1924, og indgår administrativt sammen med Norge og Island som en egen division. 1991 var 162 personer på Færøerne tilknyttet Frelsens Hær.
Pinsevækkelsen kom først til Færøerne 1924, og den første pinsemenighed blev grundlagt efter et besøg af Thomas Ball Barratt 1936. Der er i dag fire pinsemenigheder på Færøerne med tilsammen omkring 300 medlemmer.

## Bibeloversættelser
Kirkesproget på Færøerne var latin indtil reformationen og derefter dansk. I takt med bølgen af nationalromantik med krav om øget selvstyre og brug af eget sprog i skole, kirke og administration, kom der også krav om, at Bibelen (færøsk: "Bíblian") måtte oversættes til færøsk. Mange unionspolitikere, som præsten Fríðrikur Petersen, modsatte sig en sådan forandring med tanke på brugen af færøsk i offentlige sammenhænge, da dette ville svække forholdet til Danmark. Så sent som 1908–1913 var skolestyret, og da særlig med senere statsminister Andrass Samuelsen som medlem, imod at indføre færøsk som undervisningssprog i skolen. Dette blev først ændret 1938. Kampen om brug af færøsk som kirkesprog hang derfor sammen med den øvrige sprogstrid, hvor selvstyre- og unionspolitikere stod på hver sin side.
Den første der oversatte dele af Bibelen til færøsk var Johan Henrik Schrøter (1771-1851), som publicerede sin oversættelse af Matthæusevangeliet 1823. Der fandtes ikke et standardiseret færøsk skiftsprog – hvilket først blev skabt af V.U. Hammershaimb 1846. Det gjorde at Schrøter benyttede sig af en lydret fremstilling af Suðuroy-dialekten med det danske alfabet. Schrøter skabte senere et komplet færøsk skriftsprog, men det fik aldrig stor tilslutning sammenlignet med Hammershaimbs. Uanset er Schrøters oversættelse vigtig for sprogforskere som ønsker et indblik i, hvordan det færøske sprog var i 1800-tallet.
I dag er der to fuldstændige færøske oversættelser af Bibelen;: den ene oversat af Victor Danielsen (1949), den anden af Jákup Dahl og Kristian Osvald Viderø (1961). De bliver benyttet i henholdsvis Fólkakirkjan og Brødremenigheden. Danielsens oversættelse (som han brugte 20 år på) var imidlertid ikke fra de oprindelige sprog græsk og hebraisk, men fra forskellige europæiske sprog som tysk, engelsk og de nordiske sprog. Dahl og Viderøs oversættelse er derimod baseret på orginalteksten, men Danielsens er fortsat den letteste at læse. Arbejdsfordelingen mellem Dahl og Viderø var sådan at Viderø oversatte Salmernes Bog, Ordsprogenes Bog, Prædikerens Bog, Jobs Bog kap. 1–23 og store dele af Esajas' Bog. Dahl oversatte Det Nye Testamente og det, som Viderø ikke gjorde. Viderø arbejdede alene på projektet fra Dahls død 1944 og frem til udgivelsen 1961.
| „ | Í upphavi skabti Gud himmal og jørð. Jørðin var oyðin og tóm, myrkur var yvir djúpinum, og Andi Guds sveimaði yvir vøtnunum. Gud segði: "Verði ljós!" Og ljós varð. Gud sá, at ljósið var gott; og Gud skilti ljósið frá myrkrinum. Gud kallaði ljósið dag, og myrkrið kallaði Hann nátt. Og kvøld varð, og morgun varð, fyrsta dag. | “ |
|   | — Skabelsesberetningen oversat v/ Victor Danielsen: Første Mosebog, kapitel 1, vers 1–5, (da: 1Mos 1,1-5) |   |

Den tidligere biskop i Fólkakirkjan, Hans Jacob Joensen, arbejder med at oversætte Bibelen på ny. Hans mål er at lave en økumenisk oversættelse som alle kristne grupperinger på Færøerne kan enes om at bruge. Dette tilbud har alle grupperinger undtagen Brødremenigheden taget imod.

## Den protestantiske kirke i dag
Majoriteten af færinger er medlemmer af Fólkakirkjan. Statistik fra 2008 viser at 83,1 procent af befolkningen er medlemmer, en nedgang på 1,4 procentpoint siden 2000. Trossamfundene uden for Fólkakirkjan, med undtagelse af Brødremenigheden, har minimal tilslutning. Brødremenigheden havde omkring 25 forsamlingshuse på Færøerne 1991, og alle fungerer som selvstændige fra hinanden, hvilket gør det vanskeligt at kende det præcise medlemstal for Brødremenigheden i dag.
Blandt forsamlinger med tilknytning til Fólkakirkjan, hvis medlemstal er medregnet hos Fólkakirkjan, er Indremissionen og Det kirkelig missionsforbund de største. Mange trossamfund organiserer aktiviteter som spejdergrupper, sangforeninger, ungdomsforbund med mere. Dermed fungerer også kirken ikke blot som åndeligt mødested, men også et socialt mødested og organisator for fritidsaktiviteter i lokalsamfundet.

### Politisk påvirkning
Politisk har religion haft stor indflydelse, især med tanke på alkoholpolitik, i efterkrigstiden også i forhold til selvvalgt abort og homofiles rettigheder. Landets politikere har stort set samme sammensætning med hensyn til religiøs baggrund som befolkningen i øvrigt, men geografi ser fortsat ud til at gå foran religiøst ståsted i vælgernes præferencer. Af kristdemokratiske partier havde øerne Framburðsflokkurin, senere kendt som Kristiligi Fólkaflokkurin, som mod slutningen var ledet af præsten Niels Pauli Danielsen. Partiets politik er i nogen grad videreført gennem dagens Miðflokkurin, som repræsenteres af Jenis af Rana, Bill Justinussen og Karsten Hansen i Lagtinget. Ingen af dagens lagtingsmedlemmer er teologer. (2009)

#### Abort
Selvvalgt abort ("fosturtøka") har været forbudt ved lov på Færøerne siden 1956, dog er det tilladt i særlige tilfælde. De officielle tal viser at Færøerne har i gennemsnit 50 aborter per 1000 levendefødte, hvilket er betydeligt lavere end i resten af Norden, i 2011 blev der foretaget 33 aborter. Miðflokkurin har indskrevet dette i sit program og er blandt de ivrigste for en opretholdelse af dette forbud., Javnaðarflokkurin og Tjóðveldi støtter en liberalisering. Forbuddet fører til at mange unge færøske kvinder rejser til private klinikker i Danmark for at få foretaget abort. Der findes dog ingen statistik angående dette. Fólkakirkjan har entydig udtrykt sig negativt til abort. Præsten Niels Pauli Danielsen lod med stærke reaktioner til følge Børre Knudsen holde en kraftig prædiken om abort i Klaksvík den 10. november 1994.

#### Alkohol
Man indførte et totalt forbud mod alkohol på Færøerne lige efter forrige århundredeskifte, parallelt med brændevinsforbuddet i Norge og forbudstiden generelt. Den mest brugte argumentation for et sådant forbud var, at alkoholmisbrug førte til store sociale problemer på øerne. Religiøse kræfter på øerne var, da som nu, blandt de fremmeste til at begrænse tilgangen til alkohol. I modsætning til alle andre lande som indførte et sådant forbud, opretholdt Færøerne dette så længe som til 1992.

### Kirkelige markeringer
Der er tre ganger så mange kirker som præster, alligevel holdes der gudstjeneste hver søndag i samtlige kirker, således at i de kirker hvor der ikke er en præst til stede, holdes en lægmandsgudstjeneste: Gudstjenesten ledes af en mand eller kvinde fra menigheden, som læser en trykt prædiken. Der holdes ikke dåb eller nadver. Tidligere var det sædvanligt at folk fra forskellige bygder mødtes til forskellige kirkelige markeringer, hvor der blev arrangeret dans og lignende efter selve gudstjenesten.
Dette gjorde at der opstod "nýggjársbygdir" (1. januar), "jólabygdir" (25. december), "trettandabygdir" (6. januar) og "kyndilsmessubygdir" (2. februar). For eksempel var fordelingen på Kunoy sådan at Skarð var "trettandabygd", Kunoy var "nýggjársbygd", Haraldssund var "kyndilsmessubygd", mens Blankskáli på naboøen Kalsoy var "jólabygd". Mange unge mennesker traf hinanden for første gang under disse højtider, og dette førte til en del ægteskaber.

#### Bryllup og ægteskab
Bryllup ("brúðarvígsla") bliver markeret med en kirkelig ceremoni og efterfølgende fejring ved indgåelse af ægteskab. I Fólkakirkjan kan et bryllup holdes i kirken, hjemme hos bruden eller på præstegården. Vielsen afvikles i det kirkesogn, som bruden bor i. Uden for Fólkakirkjan kan bryllup holdes i forsamlingslokalet hos et kristent trossamfund, som har tilladelse til det, samt hos statens repræsentanter i form af sorenskriver. Ægteskabet har haft stor betydning i færøsk samfundsliv op gennem historien, og anses fortsat af mange for selve grundpillen i de færøske lokalsamfund.
Historisk har færingerne selv været af den opfattelse, at det var begrænset, hvor mange der kunne leve af det der kunne produceres inden for øernes økonomiske og næringsmæssige rammer. Der findes belæg for at færingerne praktiserede børnebegrænsning med kirkens støtte, og at man i enkelte bygder begrænsede sig til to eller tre børn per ægtepar. Allerede i Fårebrevet fra 1298 blev der stillet enkelte økonomiske betingelser for indgåelse af ægteskab. For at undgå indavl begyndte man tidligt at følge en almen regel om at man ikke kunne gifte sig med slægtninge nærmere end fjerde led, noget som snart også blev håndhævet af kirken. Dette begrænsede også udvalget af mulige ægtefæller i hjembygden, og gjorde at mange mænd søgte efter en livspartner i andre bygder. På denne måde blev befolkningen effektivt mere blandet, og det fungerede i praksis, så det var kvinderne som flyttede.
Ifølge Jens Christian Svabo blev der omkring 1780 indgået knap 30 ægteskaber på Færøerne, som fordelt på datidens folketal og antal bygder betyder at en gennemsnitlig bygd med i underkanten af 100 indbyggere havde 0,35 bryllup om året. Dette betyder at der kunne gå mange år mellem hvert bryllup i en lille bygd. Igennem 1800-tallet voksede folketallet kraftigt, og Færøerne gennemgik en forandring fra at være et jordbrugsbaseret samfund til at blive et mere moderne fiskerisamfund. Der blev mulighed for flere ægteskaber, børneflokkene blev større og levede længere, og slægterne blev større. Dette betød ikke først og fremst at der straks blev flere bryllupper, men at bryllupperne blev større og gæsterne flere. På grund af årscyklussen med havfiskeri jævnt fordelt over hele sommerhalvåret fra slutningen af 1800-tallet, blev de fleste bryllupper fra da af holdt ved nytårstide, da mændene var kommet hjem.

#### Begravelse
Begravelse ("jarðarferð") har oprindelig en tydelig religiøs betydning, men også på Færøerne repræsenterer begravelsen i dag mere en sidste afsked mellem den afdøde og dennes pårørende, således som i mange andre kulturer. De allerfleste kirker på Færøerne har en tilknyttet kirkegård, som er indviet af en præst som gravsted. Enkelte gravsteder har lange traditioner, eksempelvis på Skúvoy hvor Sigmundur Brestisson (død 1005) fortsat ligger begravet på kirkegården. Det har ikke været sædvanligt at flytte grave, heller ikke ved udskillelse af nye kirkesogn.

#### Ólavsøka
Ólavsøka er en kombineret religiøs, politisk, national og kulturel markering af Olav den Helliges død på Stiklestad 1030. Ólavsøka (Ólavs + (v)øka; norrønt: Ólafsvaka; af latin "vigilia sancti Olavi", hvor "vigilia" betyder "våge", færøsk: vøka. Navnet bliver dog oftest oversat til "Olavsfesten".
Færingerne skal kort tid efter Olavs død være begyndt at sætte tinget på hans dødsdag – man har i dag ikke noget godt svar på hvorfor. Forbindelsen mellem den politiske og den kirkelige markering er en del nyere, sandsynligvis ikke ældre end 1609, da Tórshavns første kirke blev bygget ude på Reynur ("úti á Reyni"). 1673 skrev provsten Lucas Debes at hver af dagene under Ólavsøka begyndte med gudstjeneste i Tórshavn Domkirke. Med årene har fejringen udviklet sig til en politisk, kirkelig og folkelig markering.
Ólavsøka går fra 28. til 29. juli hvert år, og 29. juli regnes dermed som Færøernes nationaldag. Af lignende traditioner i de øvrige nordiske lande er den norske Olsok den mest nærliggende.
Den sædvanlige hilsen under Ólavsøka er "Góða Ólavsøku!", "God Olavsfest!". Under Ólavsøka drager mange færinger til Tórshavn, hvor de fleste begivenheder finder sted. Finalerne i det færøske mesterskab i roning finder sted. Der er også kunstudstillinger, folkemusik og traditionelle ringdanse. Flere af de kvad, som synges under ringdansene, er gamle: mange af dem fra kristendommens begyndelse på øerne, selv om de færreste har religiøst indhold.
Under Ólavsøka foretager man også den officielle åbning af Lagtinget. Først går Lagtingets medlemmer, regeringsmedlemmerne, biskoppen, alle præsterne samt de højeste embedsmænd i procession fra Lagtinget til Tórshavn Domkirke, hvor der afvikles en gudstjeneste, "Ólavsguðstænestan". Derefter går de samme vej tilbage til Lagtinget, hvor lagmanden holder en åbningstale.

## Kirkearkitektur
Færøsk kirkearkitektur begyndte med kirken rejst af Sigmundur Brestisson på Skúvoy, uden at man har noget klart billede af hvordan kirken så ud. Træværk har altid været et eftertragtet og kostbart materiale på øerne, noget som også genspejler sig i at Viðoy har fået sit navn – det drivtømmer man fandt her var ganske værdifuldt. Også andre faktorer, som det barske, færøske klima, gør at den ældste, bevarede kirke som endnu er i brug på Færøerne er Ólavskirkjan i Kirkjubøur fra 1200-tallet. Den er bygget i sten, og også Magnuskatedralen nær ved repræsenterer noget unikt i færøsk kirkearkitektur med sin gotiske stil.
Den næstældste kirke er Tórshavn Domkirke fra 1788. Kirken er hvidkalket med skifertag; den ligger på den nordlige ende af halvøen Tinganes og er en af Tórshavns hovedattraktioner.
De mest karakteristiske kirker er dog trækirkerne fra 1800-tallet, ofte omtalt som "færøske bygdekirker". De er bygget i træ, sortmalede med tjære, og har græstag. De ligger også oftest nær havet, hvor de fleste af bygdens mænd havde deres daglige virke. Kirkerne er enkelt udført, med inventar i umalet træ. Fra 1829 til 1847 blev ti sådanne kirker opført, hvoraf fem på Eysturoy. De repræsenterede det bedste inden for færøsk håndværk og arkitektur og har mange detaljer og symbolske ornamenter. Bygmester Joen Michelsen fra Velbastaður var meget involveret i opførelsen af de fleste kirker fra denne periode, mens arkitekt og bygmester H.C.W. Tórgarð fra Tórshavn dominerede i årtierne efter.
I moderne tid er der opført stadig større og mere arkitektonisk eksperimenterende kirker i takt med at folketallet er øget betydeligt i løbet af 20. århundrede. Eksempler er Vesturkirkjan i Tórshavn, Fríðrikskirkjan på Toftir, Christianskirkjan i Klaksvík og de nye Gøtu kirkja i Norðragøta (2005) og Hoyvíkar kirkja i Hoyvík (2007).